# HMS Syringa
HMS Syringa, później Sollum – slup marynarki brytyjskiej typu Anchusa grupy Flower z okresu I wojny światowej. W 1920 roku zakupiony przez Królestwo Egiptu, służył pod nazwą „Sollum”. Zatonął w 1940 roku na skale podwodnej. 

## Budowa
Okręt należał do brytyjskich slupów (eskortowców) typu Anchusa z okresu I wojny światowej, należącego do grupy slupów typu Flower. Okręty typu Anchusa były przeznaczone do eskorty konwojów i specjalnie budowane na wzór statków handlowych dla zmylenia okrętów podwodnych, w roli podobnej do statków-pułapek (ang. Q-ships). Zamówiony został 13 stycznia 1917 roku, wraz ze HMS „Spiraea” jako siódmy i ósmy okręt tego typu.
Okręt zbudowany został w stoczni Workman, Clark & Co w Belfaście. Stępkę pod budowę położono w 1917 roku, a wodowano go 29 września tego roku. Otrzymał nazwę „Syringa” od rośliny – lilaku.

## Opis
Okręty typu Anchusa miały sylwetkę podobną do niewielkich frachtowców. Dziobnica była pionowa, na śródokręciu znajdowała się nadbudówka z mostkiem i za nią pojedynczy prosty komin. W części dziobowej i rufowej znajdowały się typowe dla statków bomy ładunkowe.
Wyporność okrętu wynosiła 1290 ts (normalna) lub 1493 ts (pełna). Długość wynosiła 80 m, szerokość 10,7 m, a zanurzenie 3,5 m.
Uzbrojenie początkowe w służbie brytyjskiej stanowiły dwie armaty kalibru 102 mm (4-calowe) i dwie armaty 76 mm (3-calowe). Uzbrojenie artyleryjskie było oryginalnie ukryte. Uzupełniały je zrzutnie i miotacze bomb głębinowych. W służbie egipskiej uzbrojenie zostało znacznie zredukowane, lecz dane są w tym zakresie rozbieżne (możliwe, że było zmienne). Wskazywana jest jedna armata kalibru 76 mm (12-funtowa) 12cwt o długości lufy 40 kalibrów albo jedna armata kalibru 47 mm (3-funtowa).

## Służba
HMS „Syringa” wszedł do służby brytyjskiej prawdopodobnie w 1917 roku.
Po I wojnie światowej 31 marca 1920 roku okręt został sprzedany Królestwu Egiptu i wszedł do służby pod nazwą „Sollum” od miasta. Formalnie podlegał Administracji Portów i Latarń. Służył głównie jako okręt transportowy. Jego uzbrojenie zostało zredukowane do minimum, a pomieszczenia dostosowano do wygodnego transportu członków rządu podczas wizyt zagranicznych i inspekcji.
Podczas II wojny światowej, w której Egipt był formalnie neutralny (pomimo pełnienia roli brytyjskiej bazy wojskowej), „Sollum” 31 stycznia 1941, płynąc do Tobruku, został zaatakowany przez niemieckie samoloty i podczas manewrów unikowych wszedł na skałę koło Sidi Barrani, w efekcie czego zatonął.